# Серамедзана
Серамедза̀на (на италиански: Serramezzana) е село и община в Южна Италия, провинция Салерно, регион Кампания. Разположено е на 520 m надморска височина. Населението на общината е 355 души (към 2010 г.).